# كشافة كمبوديا
الجمعية الوطنية لكشافة كموديا هي المنظمة الكشفية الوطنية في كمبوديا. تأسست الجمعية في شهر سبتمبر عام 2005 من خلال اندماج منظمة كشافة كمبوديا والكشافة الكمبودية ، وأصبحت عضوا في المنظمة العالمية للحركة الكشفية في 1 يوليو 2008. جمعية مختلطة ويبلغ عدد أعضاؤها 5404 عضو اعتبارا من عام 2011.